# تسريع عتاد الحاسوب

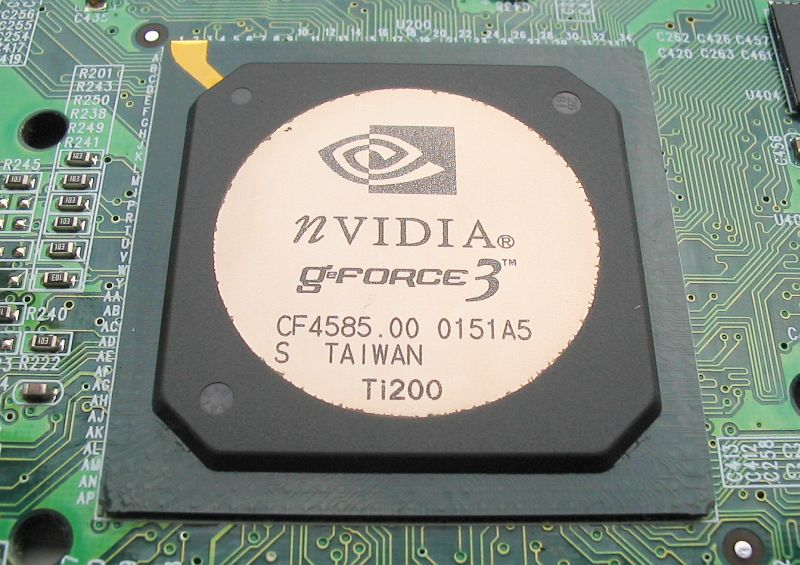

تسريع عتاد الحاسب (بالإنجليزية: Hardware acceleration)‏ هو استخدام أجهزة الالحاسوب لأداء بعض الوظائف بشكل أكثر كفاءة مما هو ممكن في البرامج التي تعمل على وحدة المعالجة المركزية للأغراض عامة. ومن الأمثلة على ذلك وظيفة بيت بليت للتعزيز في وحدة معالجة الرسوميات وتعزيز التعابير النمطية بواسطة العتاد في مكافحة البريد المزعج في صناعة الخوادم.